# Колесниково (Владимирская область)
Колесниково — деревня в Гороховецком районе Владимирской области России, входит в состав Денисовского сельского поселения.

## География
Деревня расположена в 7 км на северо-восток от центра поселения посёлка Пролетарский и в 21 км на юго-запад от Гороховца.

## История
В XIX — первой четверти XX века деревня входила в состав Олтушевской волости Вязниковского уезда. В 1859 году в деревне числилось 26 дворов, в 1905 году — 25 дворов, в 1926 году — 50 дворов.
С 1929 года деревня являлась центром Колесниковского сельсовета Вязниковского района, с 1940 года — в составе Крутовского сельсовета, с 1965 года — в составе Гороховецкого района, с 2005 года в составе Денисовского сельского поселения.

## Население
| 1859 | 1905 | 1926 | 2002 | 2010 | 2021 |
| ---- | ---- | ---- | ---- | ---- | ---- |
| 126  | ↗185 | ↗218 | ↘41  | ↘29  | ↘20  |